# Billtalstadion
Billtalstadion – stadion piłkarski w Hamburgu. Na co dzień grają tu dzielnicowe kluby z Bergedorfu, występujące w niższych ligach, TSG Bergedorf i BFSV Atlantik 97. Stadion mógł pomieścić 30 000 widzów i był drugim co do wielkości stadionem w Hamburgu. Został wybudowany w latach 1949-1950 przez bezrobotnych. W sezonie 1958 Oberligi Północ (wówczas najwyższa klasa rozgrywkowa) mecz ASV Bergedorf 85 przeciwko Hamburger SV (1:4), obejrzała na Billtalstadion rekordowa liczba widzów 25.000. Po renowacji w 2009 stadion może pomieścić 9 999 widzów.